# Жодино
Жо́дино, Жодин або Жодинь (біл. Жодзіна, біл. тарашк. Жодзін, Жодынь) — місто обласного підпорядкування в Мінській області Білорусі, на річці Пліса. Площа 21,97 км². Населення — 64 745 осіб (2021).

## Назва
На думку географа Вадима Жучкевича, топонім Жодин має балтське походження від основи zodis — 'слово'. У історичних джерелах також зустрічаються назви Жодинь, Жодина Слобода, Богуслав Поле.
Традиційна історична назва поселення — Жодин. Теперешня офіційна форма Жодино (біл. Жодзіна) почала широко використуватися в результаті переінакшування топоніму на російський манер.

## Географія
Знаходиться за 50 км на північний схід від Мінська і приблизно за 650 км від Варшави, Києва і Москви.

## Історія

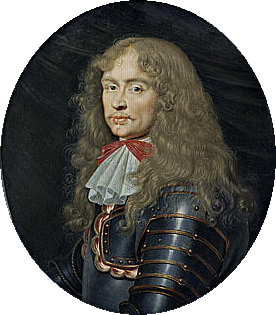
Засновник міста Жодино, князь Богуслав Радзивілл, портрет XVII ст.

- 1643: Богуслав Радзивілл заснував селище, яке спочатку називалося Богуслав Поле[8].
- 1688: згадується як село Жодино Слобода на річці Жодинка, у Мінським воєводстві, належала князям Радзивілам.
- 1793: в результаті другого поділу Речі Посполитої опинилося в складі Російської імперії.
- 1871: із закінченням будівництва Московсько-Берестейської залізниці починає діяти залізнична станція.
- 1924: центр сільради.
- 21 січня 1958: селища Зарічче, Крушинки та інші об'єднані з Жодино у міське поселення.
- 1958: в поселенні засновується Білоруський автомобільний завод (БелАЗ).
- 1963: одержаний статус міста.
- 22 вересня 1998: одержаний власний герб.

## Економіка

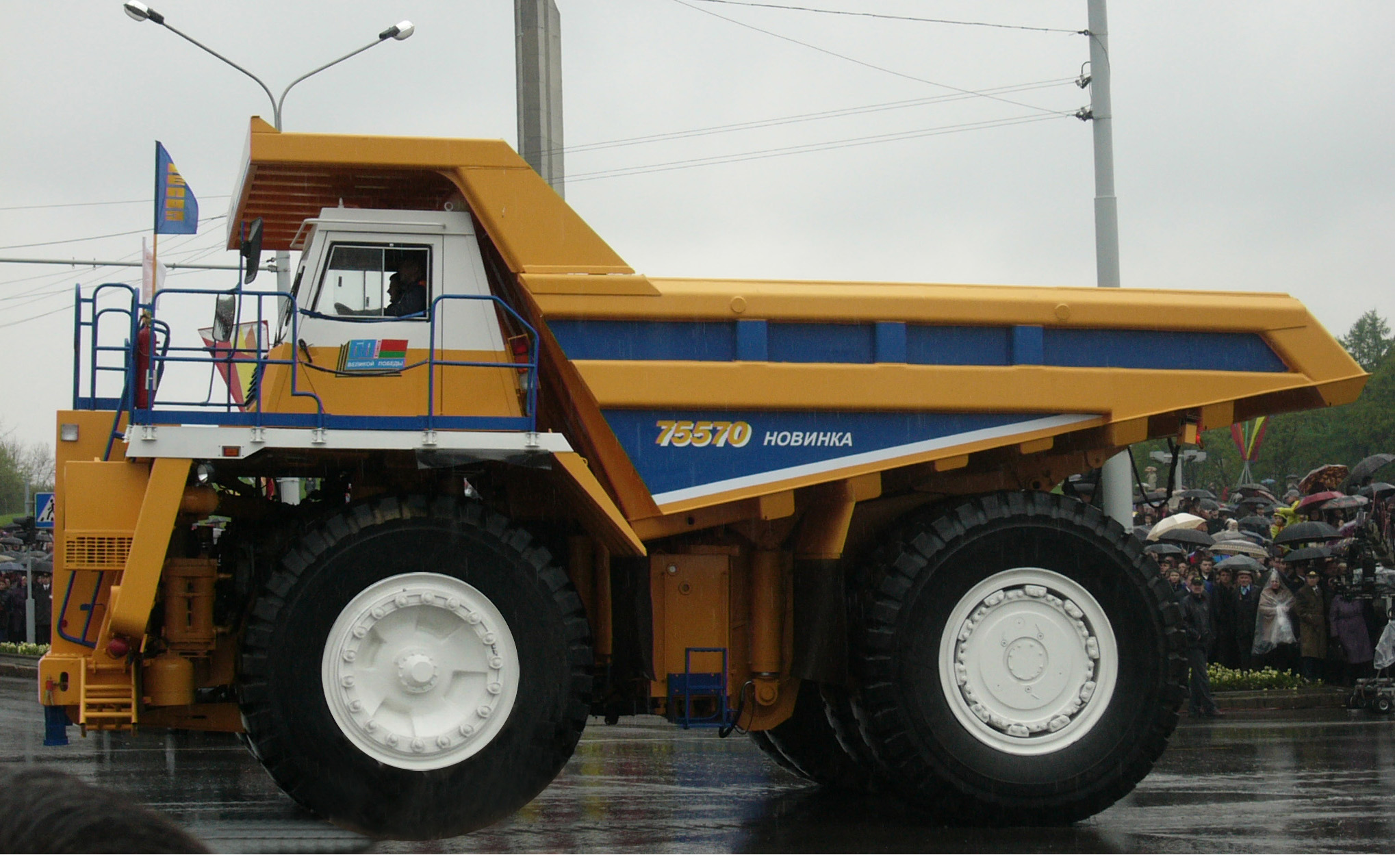
БелАЗ 75570

Підприємства електроенергетики, машинобудування і металообробка, харчової, легкої, деревообробної, будівельних матеріалів промисловості.
- Білоруський автомобільний завод. Випускає потужні кар'єрні самоскиди БелАЗ потужністю від 30 до 320 тонн, які відомі по всьому світу. На заводі працюють близько 11 тисяч жителів міста — приблизно кожен шостий.
- Трикотажна фабрика «Світанак».
- Ковальський завод важких штамповок.

## Освіта
У місті діють 9 шкіл, 2 гімназії, 1 професійний ліцей та Жодинський політехнічний технікум.

## Транспорт
У місті діє залізнична станція на лінії Мінськ — Орша. Через Жодино проходить республіканська дорога Р53, неподалік — автомобільна дорога М1 Мінськ — Москва (частина E30 і пан'європейського транспортного коридору II Берлін — Нижній Новгород).

## Відомі особи

### Народилися
- Олесь Аркуш (нар. 1960) — білоруський поет, есеїст, видавець.
- Миколай Астапкович — спортовець-весляр, чемпіон світу.[10]
- Ігор Лещеня (нар. 1967) — білоруський дипломат.
- Мороз Володимир Володимирович (* 1985) — білоруський футболіст.

## Міста-побратими
- Кривий Ріг (до 2022)[11]